# Еґмонт
«Еґмонт» (нім. Egmont) (1788) — трагедія німецького письменника Йоганна Вольфганга фон Ґете (1749–1832), яка складається з п'яти актів.

## Історія створення
Й. В. Ґе́те почав писати «Еґмонта» у 1775 році у Франкфурті і задумав його спершу як драму періоду «Бурі і натиску», але закінчив написання твору тільки у 1789 році. Прем'єра драми відбулась 1789 року у Майнці.

## Сюжет
Дія трагедії відбувається в Нідерландах, у Брюсселі, в 1567–1568 роках, хоча в драмі події цих років розгортаються протягом декількох тижнів.

### Перший акт

#### Перша сцена
На міській площі городяни змагаються у стрільбі з лука, до них приєднується солдатів з війська Еґмонта, він легко обіграє всіх і пригощає за свій рахунок вином. З розмови городян і солдата ми дізнаємося, що Нідерландами править Маргарита Пармська, яка ухвалює рішення постійно остерігаючись свого брата, короля Іспанії Філіпа ІІ Габсбурга. Народ Фландрії любить і підтримує свого намісника графа Еґмонта, славного полководця, з яким вони не раз перемагали у битвах. До того ж він набагато терпиміше ставиться до проповідників нової релігії, яка проникає в країну з сусідньої Німеччини. Незважаючи на всі старання Маргарити Пармської, нова віра має багато прихильників серед простого населення, втомленого від гніту і поборів католицьких священиків, від постійних воєн.

#### Друга сцена
У палаці Маргарита Пармська разом зі своїм секретарем, Макіавеллі, складає звіт Філіпу про заворушення, що відбуваються у Фландрії, здебільшого на релігійному ґрунті. Щоб ухвалити рішення про подальші дії, вона скликала раду, на яку повинні прибути намісники нідерландських провінцій.

#### Третя сцена
У цьому ж місті, у скромному бюрґерському будинку живе дівчина Клара зі своєю матір'ю. Час від часу до них заходить сусід Бракенбург. Він давно закоханий у Клару, але вона вже давно звикла до його прихильності і сприймає його швидше як брата, а не коханого. Нещодавно в її житті сталися великі зміни, до їхнього будинку почав навідуватися сам граф Еґмонт. Він зауважив Клару, коли проїжджав по їхній вулиці в супроводі своїх солдатів і всі вітали його. Коли Еґмонт несподівано з'явився у них, дівчина остаточно втратила через нього голову. Мати так сподівалася, що її Клерхен вийде заміж за доброчесного Бракенбурга і буде щаслива, але тепер розуміє, що не вберегла дочки, яка тільки й чекає, коли настане вечір і прийде її герой, в якому тепер полягає весь сенс її життя.

### Другий акт

#### Перша сцена
Між першою і другою дією минуло декілька годин. На площі в Брюсселі розмовляють громадяни міста про сплюндрування церков у Фландрії. Ситуація ще більше загострюється, бо пліткують про те, що Маргарита Пармська хоче втекти з міста. Ванзен, бюрґер, якого громадяни міста зневажають через пияцтво та неробство, розказує всім про їхні громадянські права та привілеї. Починається гаряча суперечка, але приходить Еґмонт і всіх втихомирює.

#### Друга сцена
Граф Еґмонт розбирає разом зі своїм секретарем кореспонденцію. Тут і листи простих солдатів з проханням виплатити платню, і скарги солдатських вдів на те, що їм нічим годувати дітей. Є й скарги на солдатів, які поглумилися над простою дівчиною, дочкою шинкаря. У всіх випадках Еґмонт пропонує просте і справедливе рішення. З Іспанії прийшов лист графа Оліви. Достойний поваги старець радить Еґмонту бути обережнішим. Його відкритість і необачні вчинки не доведуть до добра. Але для сміливого полководця свобода і справедливість понад усе, а тому йому важко дотримуватися обережності. Приходить принц Оранський, він повідомляє, що з Іспанії до Фландрії їде герцог Альба, відомий своєю «кровожерністю». Принц радить Еґмонту поїхати в свою провінцію і там укріпитися, сам він вчинить саме так. Він також попереджає графа, що в Брюсселі йому загрожує загибель, але той не вірить йому.

### Третій акт

#### Перша сцена
Прочитавши лист свого брата Філіпа, Маргарита Пармська дізнається про прибуття герцога Альби, вирішує відректися від престолу і покинути країну.

#### Друга сцена
Щоб відволіктися від сумних думок, Еґмонт йде до своєї коханої Клерхен. Сьогодні, на прохання дівчини, він прийшов до неї в одязі лицаря Золотого руна. Клерхен щаслива, вона щиро любить Еґмонта і він також її кохає.

### Четвертий акт

#### Перша сцена
Громадяни міста розмовляють про прибуття до Брюсселя іспанського герцога Альби з військами. Тепер, за його указом, городянам заборонено збиратися на вулицях. Навіть якщо двох людей побачать разом, то їх відразу кидають у в'язницю за змову з наміром заколоту.

#### Друга сцена
Слуги Сільва і Ґомец обговорюють виконання наказів намісника іспанського короля герцога Альби. Він всюди бачить змову, але головні його суперники — це принц Оранський і граф Еґмонт. Він запросив їх до Куленбурґського палацу, де приготував для них пастку. Після зустрічі з ними їх мають заарештувати його офіцери. Серед наближених Альби є його позашлюбний син Фердинанд. Молодий чоловік зачарований Еґмонтом, його благородством і простотою у спілкуванні, його героїзмом і сміливістю, але він не може суперечити планам свого батька. Незадовго до початку аудієнції гонець з Антверпена привозить лист від принца Оранського, який під слушним приводом відмовляється прибути до Брюсселя.
З'являється Еґмонт, він спокійний. На всі докори Альби щодо неспокою в Нідерландах він відповідає з чемністю, але в той же час його думки про події, що відбуваються, досить незалежні. Граф піклується про благо свого народу, прагне його незалежності. Він попереджає Альбу, що король йде неправильним шляхом, прагнучи «втоптати в землю» людей, які віддані йому, вони ж розраховують на його підтримку і захист. Герцог не здатний зрозуміти Еґмонта, він, керуючись наказом короля, заарештувати його, відбирає особисту зброю графа, і охоронці ведуть його до в'язниці.

### П'ятий акт

#### Перша сцена
Дізнавшись про долю свого коханого, Клерхен не може залишатися вдома. Вона кидається на вулицю і закликає городян взяти в руки зброю і звільнити графа Еґмонта. Громадяни міста лише співчутливо дивляться на неї і розходяться, щоб їх не побачила варта. Бракенбург забирає Клерхен додому.

#### Друга сцена
Граф Еґмонт, вперше в житті втративши свободу, важко переживає свій арешт. З одного боку, згадуючи застереження друзів, він відчуває, що смерть десь зовсім поруч, і він, беззбройний, не в силах захистити себе. З іншого боку, в глибині душі він сподівається, що принц Оранський все ж прийде йому на допомогу або народ зробить спробу звільнити його.

#### Третя сцена
Суд короля одноголосно виносить Еґмонту вирок — смертна кара. Клерхен дізнається про це від Бракенбурга і її мучить думка, що вона не може допомогти своєму могутньому коханому. Бракенбург розказує, що всі вулиці заполонили солдати короля, а на ринковій площі зводять ешафот. Розуміючи, що Еґмонта неминуче стратять, Клерхен п'є викрадену у Бракенбурга отруту, лягає в ліжко і вмирає. Її останнє прохання — подбати про стареньку матір.

#### Четверта сцена
Про рішення королівського суду Еґмонта повідомляє офіцер Альби. Графові відрубають голову на світанку. Разом з офіцером попрощатися з Еґмонтом прийшов син Альби — Фердинанд. Залишившись з графом наодинці, юнак розказує, що все своє життя він вважав Еґмонта своїм героєм. І тепер йому гірко усвідомлювати, що він нічим не може допомогти своєму кумиру: батько все передбачив, не залишивши жодної можливості для звільнення Еґмонта. Тоді граф просить Фердинанда подбати про Клерхен.
В'язень залишається один, він засинає, і уві сні йому являється Клерхен, яка вінчає його лавровим вінком переможця, який є символом того, що смерть Еґмонта не буде даремної, а підніме нідерландський народ на повстання. Прокинувшись, граф обмацує свою голову, але на ній нічого немає. Світає, лунають звуки переможної музики, і Еґмонт йде назустріч солдатам, які прийшли вести його на страту.

## Музика
1810 року великий шанувальник Ґе́те німецький композитор Людвіг ван Бетховен (нім. Ludwig van Beethoven) (1770–1827) написав відому симфонічну увертюру «Еґмонт», де відображена ідея свободи.

## Переклади «Еґмонта» українською мовою
«Егмонт» у перекладі Ірини Стешенко (Київ, 1957)